# Tamangede
Tamangede is een bestuurslaag in het regentschap Kendal van de provincie Midden-Java, Indonesië. Tamangede telt 4598 inwoners (volkstelling 2010).